# جوجول بلكس

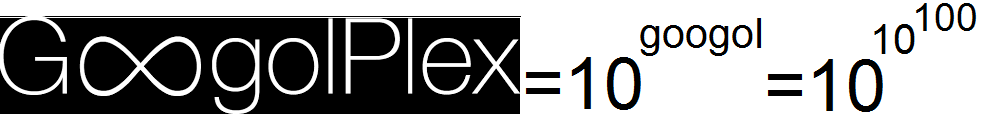
جوجل بلكس

جوجول بلكس (بالإنجليزية: Googolplex)‏ هو رقم جوجول10، أو ما يعادل (10100)10. مكتوبة بترميز عشري عادي، ليكون 1 متبوعا بـ 10100 أصفار، أي 1 متبوعا بأصفار جوجول.

## التاريخ
في عام 1920، قام ميلتون سيروتا وهو ابن أخ عالِم الرياضيات الأمريكي إدوارد كاسنر[بحاجة لمصدر] والبالغ من العمر تسع سنوات، بصياغة مصطلح [جوجول]، الذي هو100 10 .
ثم اقترح مصطلحا آخر هو "جوجول بلكس" ليكون "الرقم واحد، متبوعا بكتابة أصفار حتى يتعب الكاتب". فقرر كاسنر اعتماد تعريف أكثر واقعية ورسمية، لأن وقت التعب بسبب الكتابة يختلف من كاتب لآخر وفي كل مره ستجد ان عدد الأصفار يختلف في كل مرة لأن كل كاتب لديه قدرة مختلفة على التحمل ويمكنه الكتابة لفترة أطول أو أقصر من غيره".
وهكذا أصبح الرقم موحداً إلى10100 10 .

## الحجم[بحاجة لمصدر]
الكتاب ذو الحجم العادي سوف يكون كافيا لكتابة الرقم الذي امامه 106 صفر (بمعنى انك تحتاج إلى كتاب يتكون من حوالي 400 صفحة وفي كل صفحة 50 سطرًا وتكتب في كل سطر 50 صفرا لكتابة الرقم الذي له 106 صفر).
ولكتابة جميع الأصفار في الرقم جوجول بلكس ، فإن ذلك يتطلب عددا من الكتب مثل الكتاب السابق مضروبا في 94 10 كتابا. وإذا كانت كتلة كل كتاب تساوي 100 جرام، فستكون الكتلة الإجمالية لكل الكتب تساوي93 10×1 كجم. وبالمقارنة فإن كتلة الأرض تبلغ 24 10× 5.972 كيلوجرامًا، وتقدر كتلة مجرة درب التبانة بـ 42 10× 2.5 كيلوجرامًا، وتقدر كتلة المادة في الكون المرئي بـ 53 10× 1.5 كجم.